# Медведев, Николай Николаевич (политик)
Николай Николаевич Медведев (настоящая фамилия Варикопулос), лит. Nikolajus Medvedevas (25 сентября 1933, Каунас, Литва) — литовский и советский политик греческого происхождения, депутат Верховного Совета СССР (1989—1991), депутат Сейма Литвы (1992—2004)

## Биография
Окончил в 1952 г. среднюю школу № 10 в Каунасе, а затем в 1956 г. мореходное училище в Калининграде.
С 1959 по 1989 работал в Каунасском радиотехническом институте[уточнить] .
В 1989—1991 г. — депутат Верховного Совета СССР. Продолжал посещать его заседания, в то время как большая часть литовских депутатов полностью прекратила своё участие в его деятельности. Советский политик А. Мурашов объясняет его роль, как «лазутчика», информировавшего литовскую сторону о намерениях советских властей.
В 1990 избран в Верховный Совет Литовской ССР от «Саюдиса», с 1992 по 2004 — депутат Сейма Литвы от социал-демократической партии.
В 2004 г. отказался участвовать в выборах, в 2008 г. был кандидатом на выборах, но в Сейм не прошёл.
Активный деятель общины греков в Литве. 
В 1980-е гг. увлекался соционикой, был учеником и соратником Аушры Аугустинавичюте — создателя соционики. Автор ряда научных работ по моделированию психики методами соционики, кибернетики и бионики. Является соавтором модели А.

## Награды
- Командор ордена Великого князя Литовского Гядиминаса (2004)[4]
- Медаль Независимости Литвы (2000)[5]
- Командор ордена Феникса (Греция)
- Памятный знак за личный вклад в развитие трансатлантических отношений Литвы и по случаю приглашения Литовской Республики в НАТО (12 февраля 2003 года)[6]
- Медаль по случаю двадцатой годовщины восстановления независимости Литвы (2 марта 2010 года)[7]
- Медаль Балтийской ассамблеи (29 ноября 2003 года)[8]

## Ссылка
- 2008 m. Lietuvos Respublikos Seimo rinkimai — Lietuvos socialdemokratų partija — Iškelti kandidatai